# 皆殺しのバラード
『皆殺しのバラード』 （原題: 仏: Du rififi à Paname、英: The Upper Hand)は、1966年に公開されたフランス、西ドイツ、イタリア合作の映画。オーギュスト・ル・ブルトンの小説を原作にしている。主演はジャン・ギャバン、ジョージ・ラフト、ゲルト・フレーベ。
フランスでは初公開時、1,983,477人の動員を記録した。

## あらすじ
ポール・ベルジェはパリの裏社会の支配者であると同時に、金の密輸にたけていた。ある日、フランス国外にある彼の拠点が襲われる。そして、妻のイレーヌが誘拐され、参謀役である親友のバルテルも執拗な脅迫を受ける。ポウロは、シカゴ・トリビューンの記者を自称するマイクから「攻撃を仕掛けたのはチャールズというアメリカ人だ」と吹き込まれる。チャールズの正体はアメリカ秘密警察からのスパイであり、ポウロに会見を申し込む。チャールズとの2度目の会見の後、爆発が起き、チャールズとその関係者が死す。そして、ポウロを待ち受けていたのはマイクとノエル刑事だった。

## キャスト
| 役名                 | 俳優                   | 日本語吹替 | 日本語吹替 |
| 役名                 | 俳優                   | テレビ版1  | テレビ版2  |
| -------------------- | ---------------------- | ---------- | ---------- |
| ポール・ベルジェ     | ジャン・ギャバン       | 大森義夫   | 森山周一郎 |
| バルテル             | ゲルト・フレーベ       |            |            |
| チャールズ           | ジョージ・ラフト       |            |            |
| イレーヌ             | ナージャ・ティラー     |            |            |
| マイク・コッポラーノ | クラウディオ・ブルック |            |            |
| リリ・プリンセシ     | ミレーユ・ダルク       |            | 武藤礼子   |
| マーキー・モール     | マルセル・ボズフィ     |            |            |
| ジュリオ             | クロード・ブラッスール |            |            |
| ノエル刑事           | ダニエル・チェカルディ |            |            |